# Svanemærket
Svanemærket er et nordiske miljømærke for produkter, der ikke er fødevarer. Det blev etableret af Nordisk Ministerråd i 1989, og Danmark tilsluttede sig i 1997. Svanemærket anvendes i alle nordiske lande.
Varer med mærket indikerer varen er blandt de mindst miljøbelastende i den pågældende varegruppe. Svanemærket sætter grænser for udledning af giftige stoffer og for indholdet af uønskede stoffer i varen. Ydermere stille der garanti for at kravene for sundhedsproblematiske indholdstoffer er blandt de mindst miljøbelastende. Svanemærket revurderes løbende for at holde på forkant med forskning og udvikling på området.